# Kendrick Smith
Kendrick Michael Smith ist ein US-amerikanischer Kosmologe.
Smith wurde 2007 an der University of Chicago in Physik promoviert. Zuvor hatte er schon 2000 an der University of Michigan bei Igor Kriz in Mathematik promoviert (The Mod 2 Cohomology of Some Classifying Spaces of Compact Lie Groups) und war in der Softwareentwicklung tätig. Als Post-Doktorand war er bis 2009 an der Universität Cambridge und danach bis 2013 an der Princeton University (Spitzer Fellow). Ab 2012 war er am Perimeter Institute, das mit der University of Waterloo verbunden ist.
Smith kombiniert als Kosmologe theoretische Astrophysik mit Datenanalyse von Big Data und Softwareentwicklung. Er war an WMAP beteiligt und den Messungen des CMB mit dem Planck-Satellit und in jüngster Zeit am Radioteleskop  Canadian Hydrogen Intensity Mapping Experiment (CHIME) in British Columbia (Okanagan Valley). Mit CHIME gelang Smith die Entdeckung einer Reihe neuer Fast Radio Bursts (FRB). Während in den ersten zehn Jahren seit der ersten Entdeckung (2007) rund 25 FRBs entdeckt wurden, gelang CHIME mit der von Smith mit seinem Team entwickelten Software gleich zu Beginn die Entdeckung von 13 FRBs in nur zwei Monaten. Auf der Suche nach den Millisekunden dauernden Ausbrüchen der FRBs müssen die in jeder Sekunde anfallenden Terabyte an Daten in Echtzeit durchsucht werden.
Er ist bekannt für Datenanalysen des CMB unter anderem zur Gewinnung von Informationen über die Natur des Inflatonfeldes, Gewinnung von Informationen über die kosmologische Inflation aus Polarisationsdaten des CMB  und der ersten Entdeckung von Gravitationslinseneffekten im CMB und nachfolgender Extraktion von kosmologischer Information aus den Gravitationslensenverzerrungen des CMB.
Für 2020 erhielt er den New Horizons in Physics Prize.